# Fachada de vidro (janela)

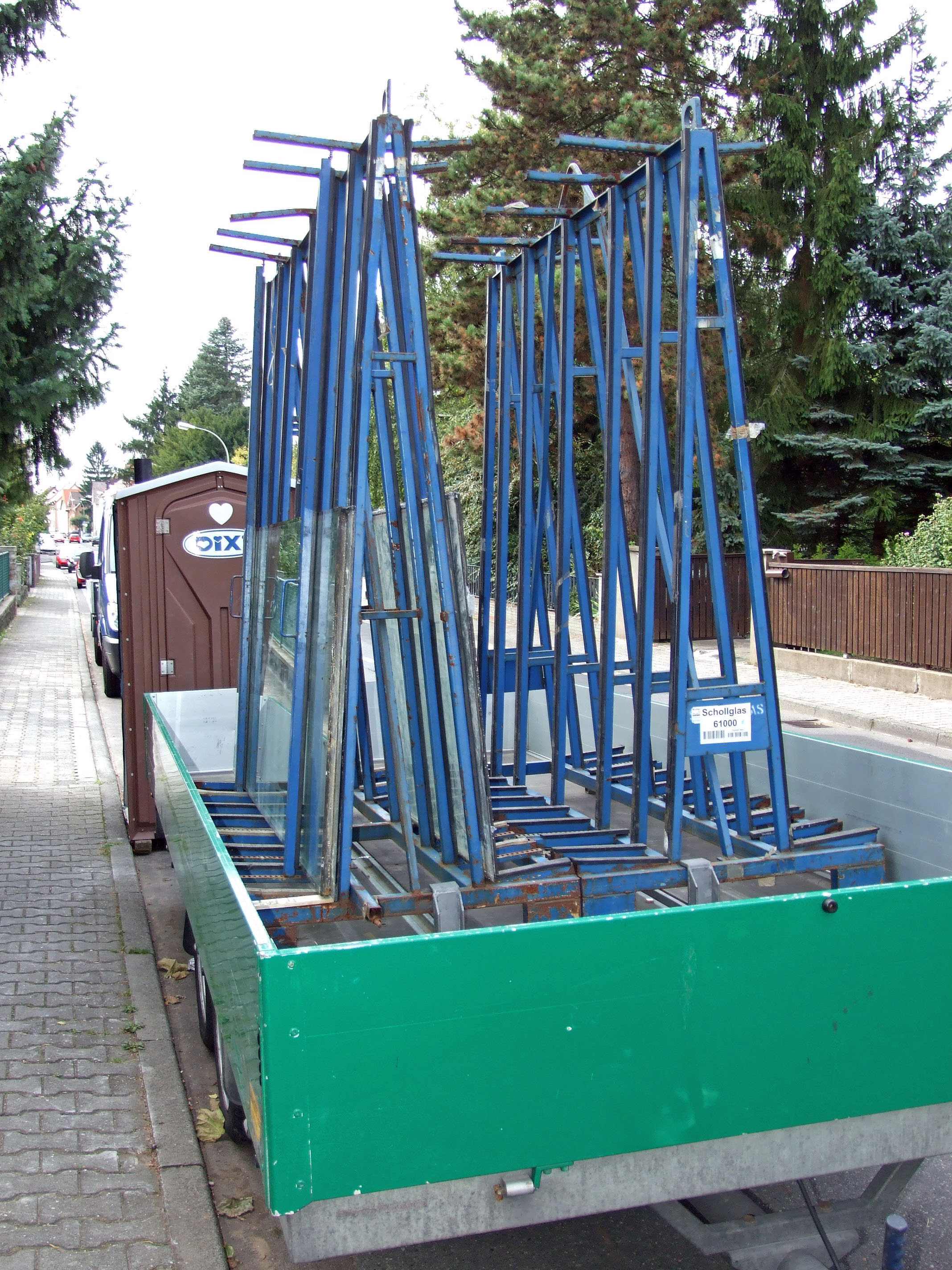
Suporte de transporte para painéis. Esses racks são frequentemente utilizados em indústrias como a vidraçaria, construção civil e manufatura, permitindo que os painéis sejam movimentados com facilidade, minimizando o risco de danos e facilitando o manuseio.

Glazing, que deriva do inglês médio para 'vidro', é uma parte de uma parede ou janela, feita de vidro .   Vidraçaria também descreve o trabalho feito por um " vidraceiro " profissional.
Os tipos comuns de envidraçamento usados em aplicações arquitetônicas incluem vidro float transparente e colorido, vidro temperado e vidro laminado, bem como uma variedade de vidros revestidos, todos os quais podem ser envidraçados individualmente ou como unidades de envidraçamento duplo ou até triplo (multilaminado). O vidro transparente comum tem uma leve tonalidade verde,  mas vários fabricantes oferecem vidros especiais incolores. 
O envidraçamento pode ser montado na superfície de uma janela ou montante de porta, geralmente feito de madeira, alumínio ou PVC . O vidro temperado e laminado pode ser instalado diretamente em uma estrutura de metal utilizando parafusos que atravessam furos pré-perfurados nos painéis, garantindo uma fixação segura e estável.
O envidraçamento é amplamente utilizado em coletores solares térmicos de baixa temperatura, pois auxilia na retenção do calor coletado, aumentando a eficiência do sistema.
1. ↑  Definition of glazing at Merriam-Webster Arquivado em 2011-12-31 no Wayback Machine
2. ↑  Definition of glazing at Cambridge Dictionaries Online Arquivado em 2012-09-30 no Wayback Machine
3. ↑  Dillmeier. «The Difference Between Clear Glass and Low-Iron Glass» (em inglês)
4. ↑  Glasengel. «Glaserei Notdienst in Deutschland» (em alemão)